# Spermophilus variegatus
Spermophilus variegatus е вид гризач от семейство Катерицови (Sciuridae). Възникнал е преди около 0,3 млн. години по времето на периода кватернер. Видът не е застрашен от изчезване.

## Разпространение и местообитание
Разпространен е в Мексико (Агуаскалиентес, Гуанахуато, Дуранго, Идалго, Керетаро, Коауила де Сарагоса, Мичоакан, Наярит, Нуево Леон, Пуебла, Сакатекас, Сан Луис Потоси, Синалоа, Сонора, Тамаулипас, Халиско и Чиуауа) и САЩ (Айдахо, Аризона, Калифорния, Колорадо, Невада, Ню Мексико, Оклахома, Тексас и Юта).
Обитава скалисти райони, градски и гористи местности, пустинни области, места със суха почва, влажни места, планини, възвишения, хълмове, склонове, каньони, поляни, ливади, храсталаци, савани, крайбрежия, плажове и плата в райони с умерен и субтропичен климат, при средна месечна температура около 14,9 градуса.

## Описание
На дължина достигат до 27,4 cm, а теглото им е около 714,6 g.
Продължителността им на живот е около 9,8 години. Популацията на вида е стабилна.